# مدينة فيدرالية

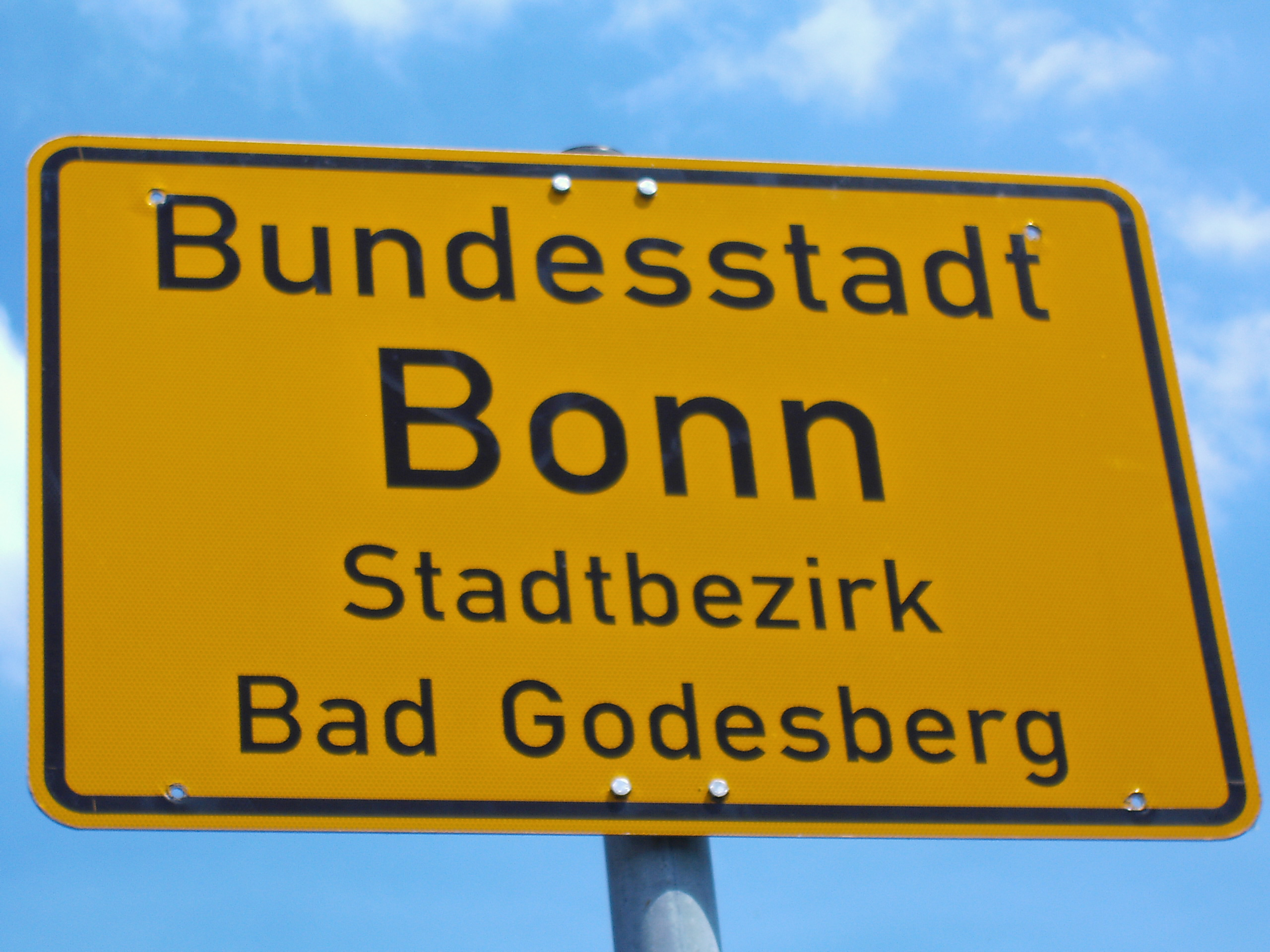

مصطلح المدينة الفيدرالية (باللغة الألمانية Bundesstadt) هو وصف لحالة مدن معينة في ألمانيا وسويسرا وروسيا والهند والولايات المتحدة.

## ألمانيا
في ألمانيا، تم تعيين العاصمة السابقة بون بمدينة فيدرالية. منذ 28 أبريل 1994، هو المقر الرسمي الثاني لرئيس ألمانيا، ومستشار ألمانيا، والبوندسرات (مجلس الشيوخ)، والإقامة الرسمية الأولى لست وزارات اتحادية، وحوالي 20 سلطة اتحادية. هذا مجرد لقب، لأن بون هي مثل العديد من المدن الألمانية الأخرى مدينة مستقلة، ولكنها جزء من الدولة.

## روسيا
ينص الدستور الروسي على أن لديه ثلاث مدن اتحادية: موسكو، وسانت بطرسبرغ، وسيفاستوبول، على الرغم من أن معظم المجتمع الدولي يعتبر أن الأخيرة، وبقية شبه جزيرة القرم، لا تزال أراضي أوكرانية على الرغم من ضمها من قبل روسيا في عام 2014.

## سويسرا
المدينة الفيدرالية ( (بالألمانية: Bundesstadt)، (بالفرنسية: Ville fédérale)، (بالإيطالية: Città federale)، (بالرومانشية: Citad federal) هو اللقب الرسمي لبرن حيث أنها مقر البرلمان والحكومة السويسرية.

## الولايات المتحدة الأمريكية
تاريخيا، دعيت واشنطن العاصمة «المدينة الفيدرالية».

## الآخرين
بعض العواصم الوطنية، مثل بوغوتا وبرازيليا وبوينس آيرس وكانبيرا وكاراكاس وجاكرتا ومكسيكو سيتي ونور سلطان وواشنطن وسيول تتمتع بوضع اتحادي، ولا تنتمي إلى أي ولاية أو مقاطعة (أو كونها دولة أو مقاطعة خاصة بهم، كما هو الحال في موسكو وأوسلو وصوفيا ودلهي ومدن أخرى). أحيانًا تسمى هذه منطقة فيدرالية.